# Великий Барандат
Великий Баранда́т (рос. Большой Барандат) — село у складі Тісульського округу Кемеровської області, Росія.

## Населення
Населення — 590 осіб (2010; 720 у 2002).
Національний склад (станом на 2002 рік):
- росіяни — 94 %